# Coptosoma
Genre
Coptosoma est un genre d'insectes hémiptères du sous-ordre des hétéroptères, des punaises de la famille des Plataspidae.

## Liste des espèces
BioLib recense 148 espèces, parmi lesquelles :
- Coptosoma costale Stål, 1853
- Coptosoma cribraria (Fabricius, 1798)
- Coptosoma globus Fabricius
- Coptosoma mucronatum Seidenstücker, 1963
- Coptosoma sandahli Reuter, 1881
- Coptosoma scutellatum (Geoffroy, 1785)

Selon Fauna Europaea (28 novembre 2021) :
- Coptosoma costale
- Coptosoma mucronatum
- Coptosoma sandahli
- Coptosoma scutellatum

Selon NCBI (28 novembre 2021) :
- Coptosoma bifaria
- Coptosoma bifarium
- Coptosoma biguttulum
- Coptosoma japonicum
- Coptosoma parvipictum
- Coptosoma scutellatum
- Coptosoma sphaerula

Autre espèce :
- Coptosoma elegans (Stål, 1876)